# Saint-M'Hervé
Saint-M'Hervé is een gemeente in het Franse departement Ille-et-Vilaine (regio Bretagne). De plaats maakt deel uit van het arrondissement Fougères-Vitré. Saint-M'Hervé telde op 1 januari 2022 1.357 inwoners.

## Geografie
De oppervlakte van Saint-M'Hervé bedroeg op 1 januari 2022 29,68 vierkante kilometer; de bevolkingsdichtheid was toen 45,7 inwoners per km².

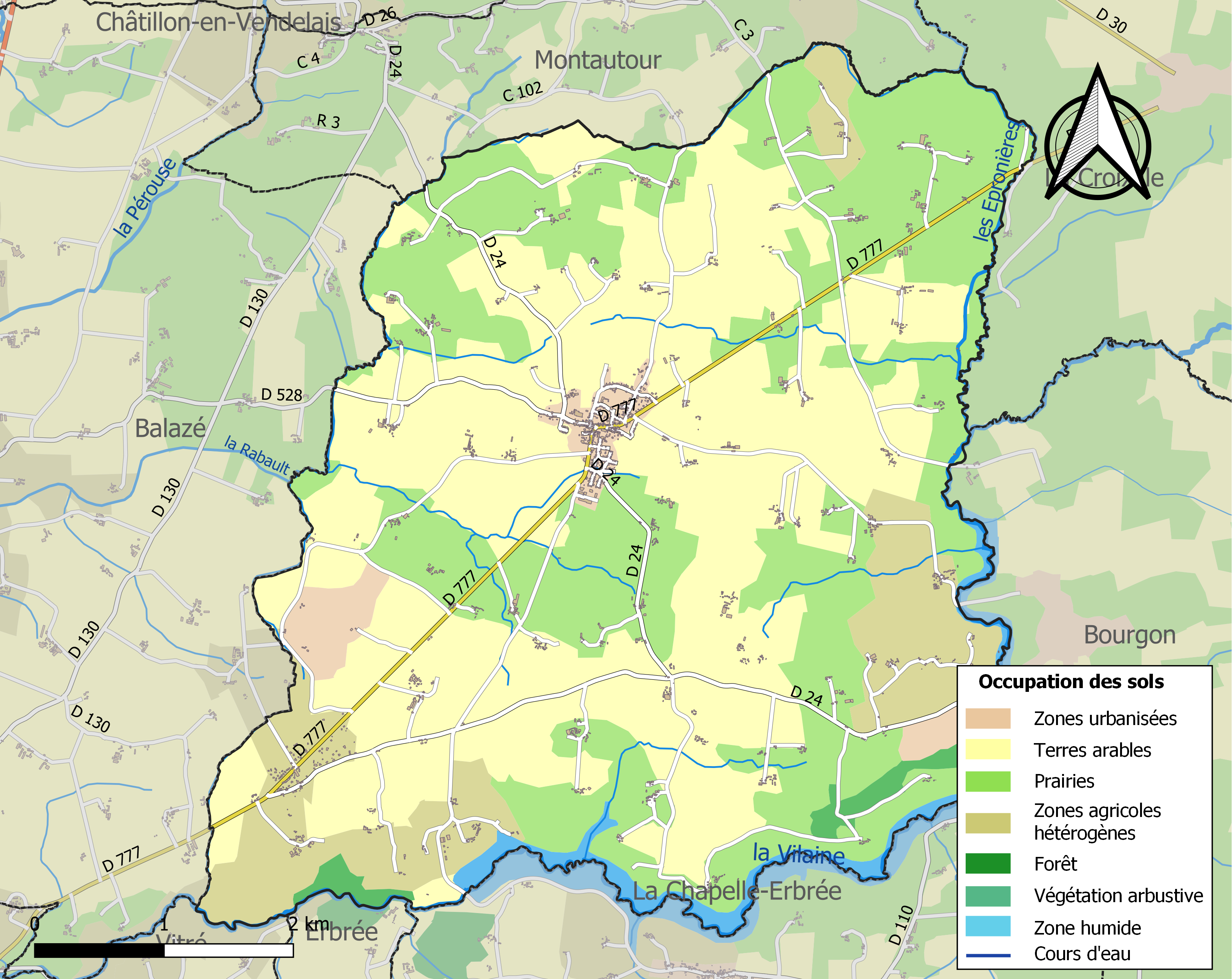
Kaart van de gemeente met belangrijkste infrastructuur, bodemgebruik en omliggende gemeenten

## Demografie
Onderstaande figuur toont het verloop van het inwonertal, bron: INSEE-tellingen. 